# Allophryne relicta
Espèce
Allophryne relicta est une espèce d'amphibiens de la famille des Allophrynidae.

## Répartition
Cette espèce est endémique de l'État de Bahia au Brésil. Elle se rencontre à Uruçuca vers 90 m d'altitude.

## Description
Les mâles mesurent de 19,9 à 21,9 mm.

## Publication originale
- Caramaschi, Orrico, Faivovich, Dias & Solé, 2013 : A new species of Allophryne (Anura: Allophryidae) from the Atlantic rain forest biome of Eastern Brazil. Herpetologica, vol. 69, no 4, p. 480-491.